# بيرت أريكسون
بيرت أريكسون هو سياسي بلجيكي، ولد في 30 يونيو 1931، وتوفي في 2 أكتوبر 2005 بسبب سرطان الرئة.